# 峰下和子
峰下 和子（みねした かずこ、1952年10月14日 - ）は、日本のフリーアナウンサー、講師。講師として活動する際には「コミュニケーションアドバイザー」の肩書きを用いる。峰下企画所属・代表。

## 来歴
佐賀県杵島郡有明町出身。長崎市在住。武蔵野女子大学短期大学部卒業（国文学専攻）。
短大を卒業後、1972年にテレビ長崎に入社。報道部アナウンス課に配属され、1976年に結婚・退社するまで同局のアナウンサーを務めていた。
退社後、しばらく専業主婦をした後にフリーでの活動を開始。催事や歌謡ショーの司会をして経験を積む。そして1991年に開局した長崎国際テレビの契約キャスターになり、2000年まで同局の『ニュースプラス1ながさき』に出演していた。
その後は再びフリーになり、企業研修などで接遇・話し方・電話応対マナーの講師を務めている。